# Molí dels Frares (Sant Vicenç dels Horts)
El Molí dels Frares és un antic mas construït al segle xiv, essent una de les construccions més antigues i de més valor històric de la ciutat de Sant Vicenç dels Horts (Baix Llobregat), protegit com a bé cultural d'interès local del municipi. És l'únic molí que es conserva al municipi.
Està format per dues parts: d'una banda, l'antic molí fariner d'origen medieval, on només se'n conserva l'estructura de les façanes, i de l'altra, la casa o el mas, on residia el moliner i la seva família, que va ser reformat seguint l'estètica noucentista. Conserva part de l'estructura d'un antic molí, com ara part dels recs o canals i la bassa, una estança coberta amb voltes gòtiques, a la qual s'accedeix per un portal de mig punt adovellat, sobre el qual, al segle xviii, hi fou encastat un relleu barroc de Sant Pau, amb una inscripció. El mas, a un nivell una mica més alt, fou reformat a finals del segle xviii i a inicis del segle XX i ostenta ornamentació de tipus noucentista, destacant la pèrgola, avui desapareguda, que hi havia al frontal de la bassa. Aquesta, orientada a sud, presenta un apèndix a l'est amb escales centrals per salvar el desnivell de la part posterior del conjunt.
L'edifici es troba enmig del polígon industrial Molí dels Frares, ubicat prop de Can Pujador, entre la riera de Cervelló i el barri de Sant Josep. Actualment, acull les dependències municipals de Promoció Ecònomica, disposa d'aules de treball, sales de reunions i un auditori amb capacitat per a 130-150 persones. Està comunicat per carretera i tranport públic: Ferrocarrils de la Generalitat i autobusos.

## Història
Segons indica en la inscripció d'un relleu barroc de Sant Pau, encastat al portal de mig punt adovellat datat al segle xviii, el molí era propietat d'un senyor anomenat Clasquerí. L'any 1370 el molí fou adquirit pel monestir de Sant Pau del Camp de Barcelona, per ser més tard unit al monestir de Montserrat l'any 1583. Més endavant, el monestir fou recobrat un altre cop per Sant Pau del Camp l'any 1723, fins al decret de confiscació de les propietats de les comunitats religioses al segle xix. Fou propietat de l'Estat fins a l'any 1836, en què va ser venut a Antonio Xuriguer Andario. A partir d'aquesta data va pertànyer a diferents propietaris fins avui, que és de propietat municipal.
A les primeres dècades del segle XX el propietari fou Isidro Tort i Canals, veí de Molins de Rei. L'any 1948, Dolores Biosca Luquin, de Barcelona, va comprar a Juan Folch Pons, també de Barcelona, una peça de terra en la qual estava inclòs el Molí dels Frares; la nova propietària declarava que el molí ja no funcionava. L'edifici també va servir d'escenari per al rodatge de pel·lícules amateurs dels anys cinquanta. Santiago Arizón fou el director i guionista d'un quants curtmetratges fets al Molí dels Frares.